# Saël Kumbedi
Saël Kumbedi (Stains, Francia, 26 de marzo de 2005) es un futbolista francés que juega de defensa en el Olympique de Lyon de la Ligue 1.

## Trayectoria
Ex canterano de la Academia del París Saint-Germain y del CC Taverny, fichó por el Le Havre A. C. en 2019. Debutó con el equipo absoluto el 13 de noviembre de 2021 en la Copa de Francia, en la que se impuso por 2-0 al Vierzon F. C.
El 31 de agosto de 2022 firmó un contrato de tres años con el Olympique de Lyon, hasta junio de 2025.

## Selección nacional
Nacido en Francia, es de ascendencia congoleña. Es internacional juvenil francés. En abril de 2022, fue convocado por la selección francesa sub-17 para el Campeonato Europeo Sub-17 de la UEFA 2022. El 1 de junio de 2022 marcó dos goles en la final del torneo, en la victoria por 2-1 contra los Países Bajos.

## Estadísticas

### Clubes
Actualizado al último partido disputado el 7 de noviembre de 2024.
| Club                         | Div.          | Temporada     | Liga  | Liga  | Liga   | Copas nacionales | Copas nacionales | Copas nacionales | Copas internacionales | Copas internacionales | Copas internacionales | Total | Total | Total  |
| Club                         | Div.          | Temporada     | Part. | Goles | Asist. | Part.            | Goles            | Asist.           | Part.                 | Goles                 | Asist.                | Part. | Goles | Asist. |
| ---------------------------- | ------------- | ------------- | ----- | ----- | ------ | ---------------- | ---------------- | ---------------- | --------------------- | --------------------- | --------------------- | ----- | ----- | ------ |
| Le Havre A. C. II Francia    | 5.ª           | 2021-22       | 9     | 0     | 0      | —                | —                | —                | —                     | —                     | —                     | 9     | 0     | 0      |
| Le Havre A. C. II Francia    | Total club    | Total club    | 9     | 0     | 0      | 0                | 0                | 0                | 0                     | 0                     | 0                     | 9     | 0     | 0      |
| Le Havre A. C. Francia       | 2.ª           | 2021-22       | 2     | 0     | 0      | 0                | 0                | 0                | —                     | —                     | —                     | 2     | 0     | 0      |
| Le Havre A. C. Francia       | 2.ª           | 2022-23       | 4     | 0     | 1      | 0                | 0                | 0                | —                     | —                     | —                     | 4     | 0     | 1      |
| Le Havre A. C. Francia       | Total club    | Total club    | 6     | 0     | 1      | 0                | 0                | 0                | 0                     | 0                     | 0                     | 6     | 0     | 1      |
| Olympique de Lyon II Francia | 4.ª           | 2022-23       | 3     | 0     | 0      | —                | —                | —                | —                     | —                     | —                     | 3     | 0     | 0      |
| Olympique de Lyon II Francia | 4.ª           | 2023-24       | 3     | 0     | 0      | —                | —                | —                | —                     | —                     | —                     | 3     | 0     | 0      |
| Olympique de Lyon II Francia | Total club    | Total club    | 6     | 0     | 0      | 0                | 0                | 0                | 0                     | 0                     | 0                     | 6     | 0     | 0      |
| Olympique de Lyon Francia    | 1.ª           | 2022-23       | 20    | 0     | 2      | 3                | 0                | 0                | —                     | —                     | —                     | 23    | 0     | 2      |
| Olympique de Lyon Francia    | 1.ª           | 2023-24       | 17    | 0     | 1      | 2                | 0                | 1                | —                     | —                     | —                     | 19    | 0     | 2      |
| Olympique de Lyon Francia    | 1.ª           | 2024-25       | 3     | 0     | 0      | 0                | 0                | 0                | 1                     | 0                     | 0                     | 4     | 0     | 0      |
| Olympique de Lyon Francia    | Total club    | Total club    | 40    | 0     | 3      | 5                | 0                | 1                | 1                     | 0                     | 0                     | 46    | 0     | 4      |
| Total carrera                | Total carrera | Total carrera | 61    | 0     | 4      | 5                | 0                | 1                | 1                     | 0                     | 0                     | 67    | 0     | 5      |